# Ministro de Justicia
El ministro de Justicia es la persona que ostenta el cargo de ministro en el gabinete de justicia de un gobierno.
La existencia de este ministerio no es imperativa, aunque sí muy habitual. La existencia y las competencias de un ministerio dependen de la organización que establezca el presidente, si bien el ministerio de justicia es uno de los más antiguos y establecidos, y, como mínimo, se suele encargar de la administración de los juzgados y de las decisiones que el gobierno tenga que tomar referentes a las relaciones con el Poder Judicial.

## Lista de Ministerios de Justicia
- Ministerio de Justicia de Argentina
- Ministerio de Justicia de Argelia
- Ministerio de Justicia y Transparencia Institucional de Bolivia
- Ministerio de Justicia de Brasil
- Ministerio de Justicia de Chile
- Ministerio de Justicia de Colombia
- Ministerio de Justicia de Corea del Sur
- Ministerio de Justicia de Cuba
- Ministerio de Justicia de España
- Ministerio de Justicia de Francia
- Ministerio de Justicia de Italia
- Ministerio de Justicia de Japón
- Ministerio de Justicia y Derechos Humanos de Perú
- Procuraduría General de la República (también Ministerio Público) de República Dominicana

- Datos: Q17763739
- Multimedia: Ministers of Justice / Q17763739